# Vergaville

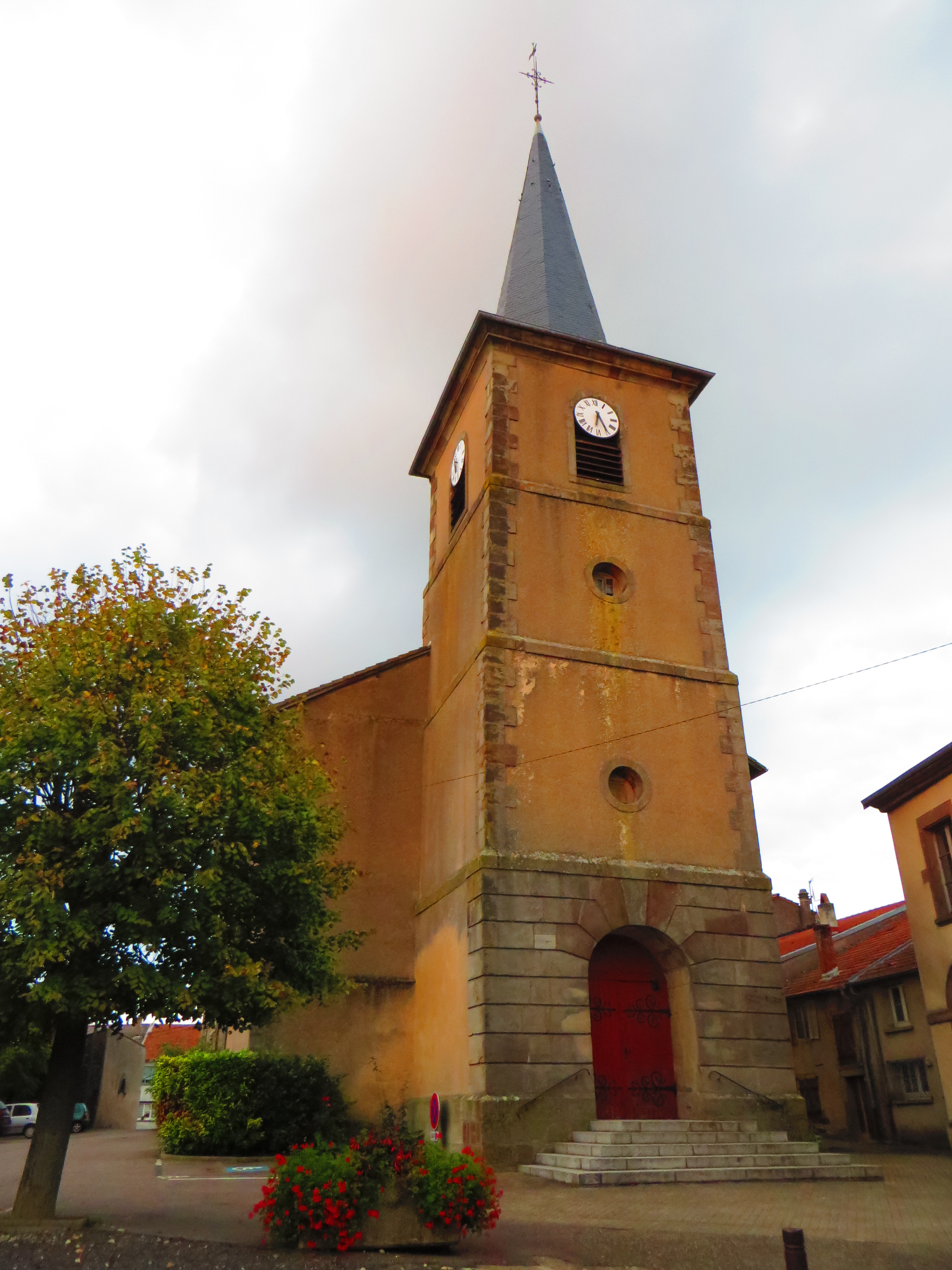
Dorfkirche St. Pierre

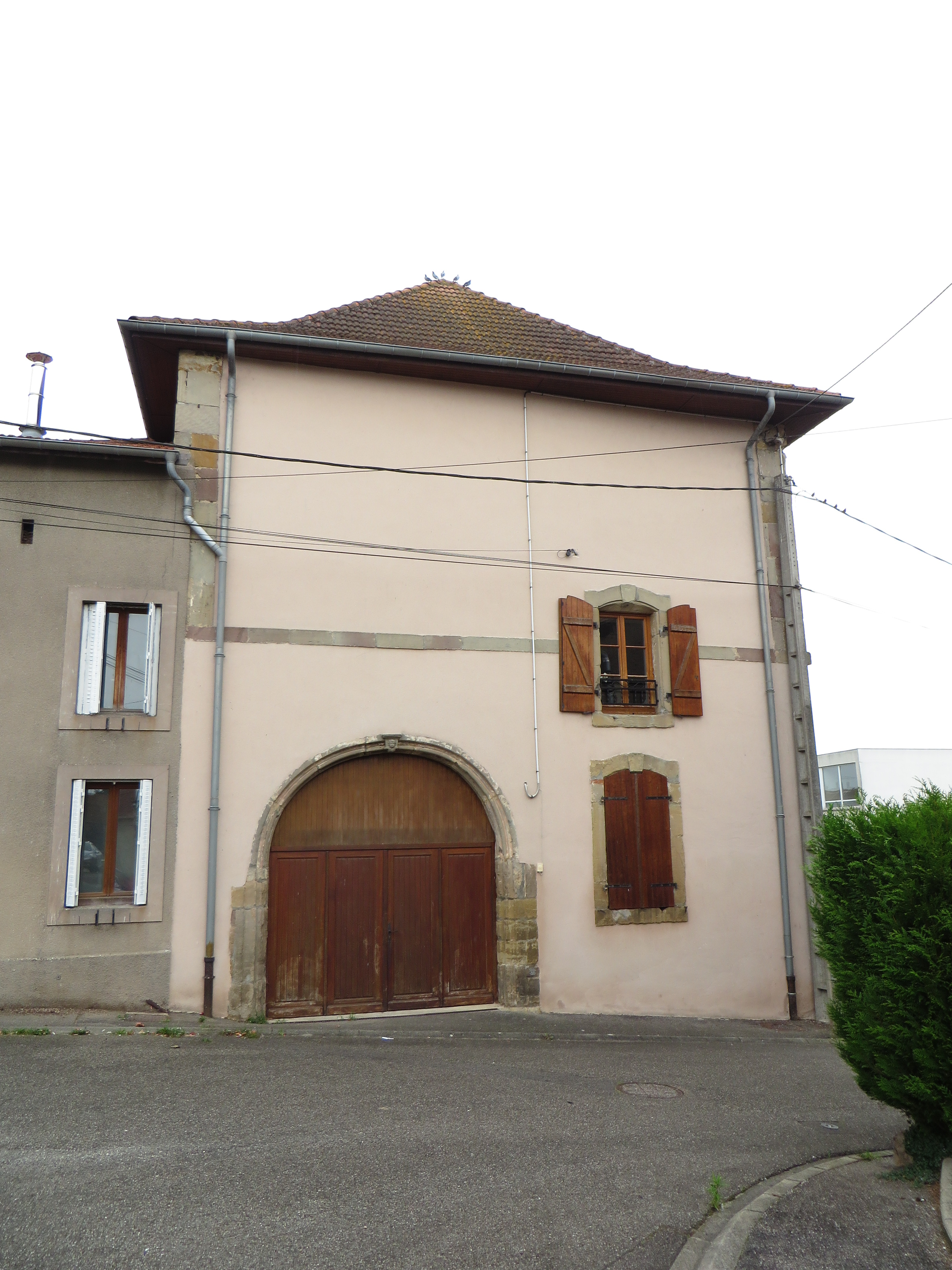
Restgebäude der ehemaligen Klosteranlage Vergaville

Vergaville (früher Wirtroff, deutsch bis 1915 Widersdorf, seitdem Wirtsdorf) ist eine französische Gemeinde mit 537 Einwohnern (Stand 1. Januar 2022) im Département Moselle in der Region Grand Est (bis 2015 Lothringen).

## Geographie
Die Ortschaft liegt 63 Kilometer südöstlich von Metz, 24 Kilometer östlich von Château-Salins und vier Kilometer nordöstlich von Dieuze (Duß) am linken Ufer des Spinn-Bachs. Im Süden zieht der Salinenkanal durch die Gemarkung mit dem Verbach.

## Geschichte
Das Dorf gehörte früher zum Herzogtum Lothringen und ist durch das ehemalige Benediktiner-Frauenkloster Vergaville bekannt, das laut einem Stiftungsbrief hier 966 von einem Grafen Sigericus und dessen Gattin Berta gegründet wurde und das bis zu den Zeiten der Französischen Revolution bestand. Nach der Gründung wurden in das Kloster die sterblichen Überreste des hl. Eustasius  († 629) umgebettet.  Eine Kirche soll es am Ort jedoch schon 60 Jahre früher gegeben haben, und zwar soll sie von einem Grafen Moriz als Pfarrkirche gestiftet worden sein. Kaiser Friedrich I. gewährte dem Flecken schon vor 1190 Marktrechte, die Friedrich III. 1473 bestätigte.
Das Kloster war reich begütert. Im Dreißigjährigen Krieg wurde es völlig zerstört, war verlassen und wurde erst später wieder aufgebaut. Nach der Aufhebung im Zuge der Revolution zogen die Nonnen nach Flavigny; die letzte Äbtissin Marie Johanna, Gräfin Lamarche, starb 1842.
Das Gemeindewappen entspricht dem Wappen des ehemaligen Klosters.
Durch den Frankfurter Frieden vom 10. Mai 1871 kam die Region an Deutschland und das Dorf wurde dem Kreis Château-Salins im Bezirk Lothringen des Reichslandes Elsaß-Lothringen zugeordnet. Die Dorfbewohner betrieben Getreide- und Obstbau sowie Weinbau auf 52 Hektaren.
Nach dem Ersten Weltkrieg musste die Region aufgrund der Bestimmungen des Versailler Vertrags 1919 an Frankreich abgetreten werden. Im Zweiten Weltkrieg war die Region von der deutschen Wehrmacht besetzt und stand unter deutscher Verwaltung.
Im Jahr 1915 wurde der Ort von der deutschen Verwaltung in „Wirtsdorf“ umbenannt, was 1918 wieder rückgängig gemacht wurde.

### Demographie
Seit dem Dreißigjährigen Krieg liegt die Ortschaft auf der französischen Seite der ehemaligen deutsch-französischen Sprachgrenze. Im Jahr 1871 hatte die Gemeinde 1033 meist römisch-katholische Einwohner, die in 262 Häusern mit 293 Familien lebten und unter denen sich drei Evangelische und 29 Juden befanden.
| Jahr      | 1962 | 1968 | 1975 | 1982 | 1990 | 1999 | 2007 | 2019 |
| --------- | ---- | ---- | ---- | ---- | ---- | ---- | ---- | ---- |
| Einwohner | 699  | 666  | 658  | 665  | 599  | 544  | 563  | 549  |

## Siehe auch

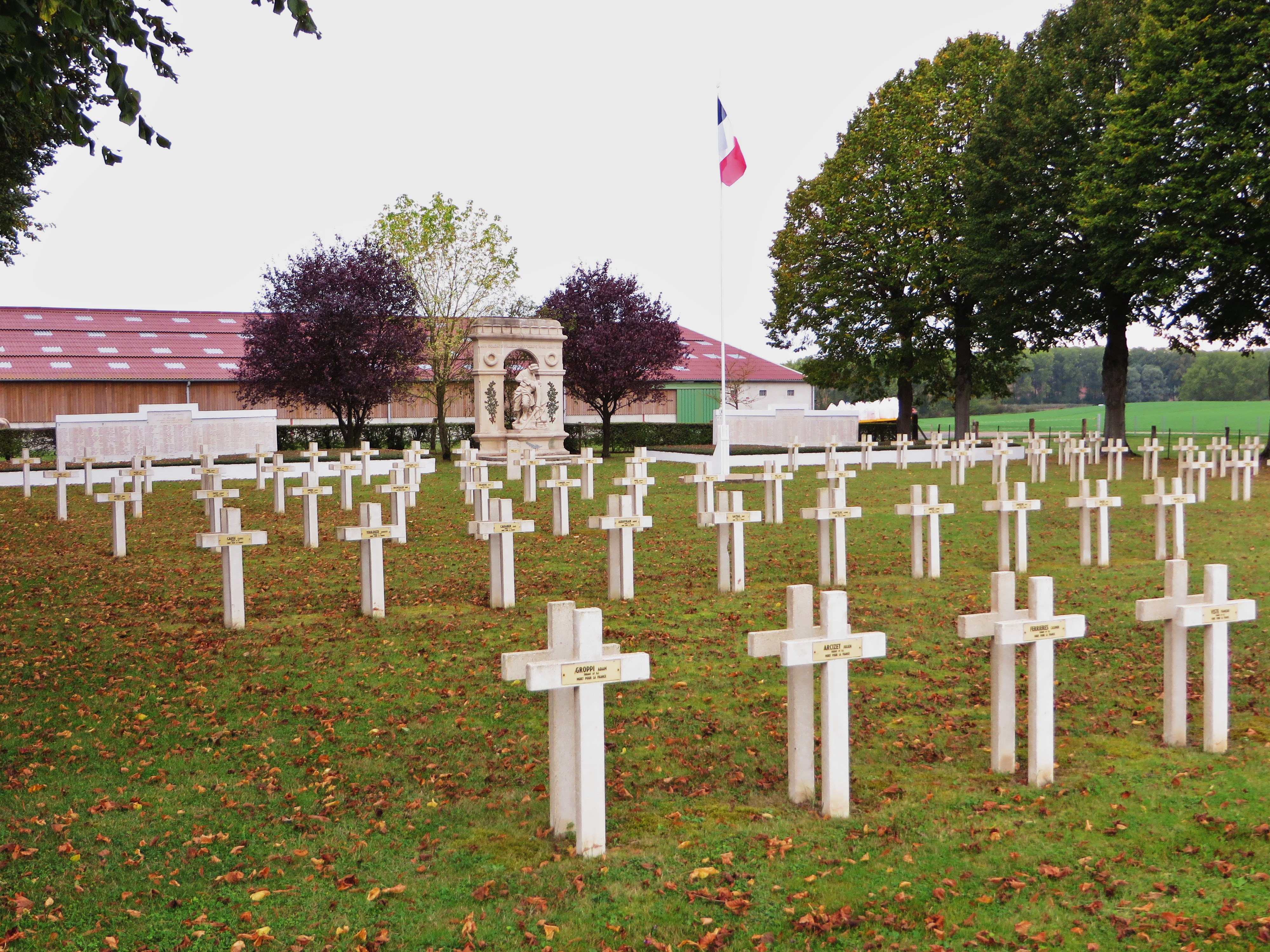
Französischer Soldatenfriedhof
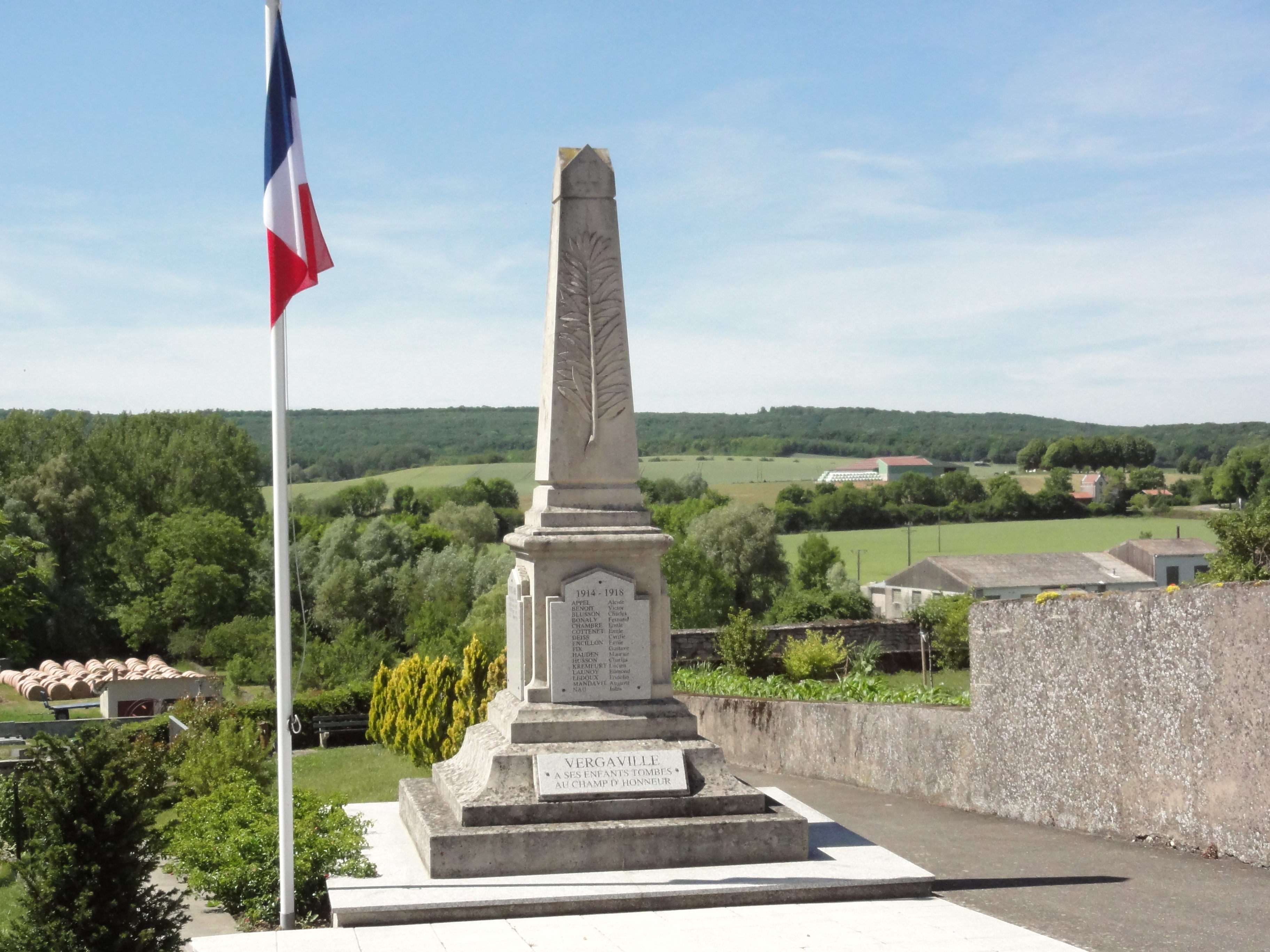
Gefallenendenkmal
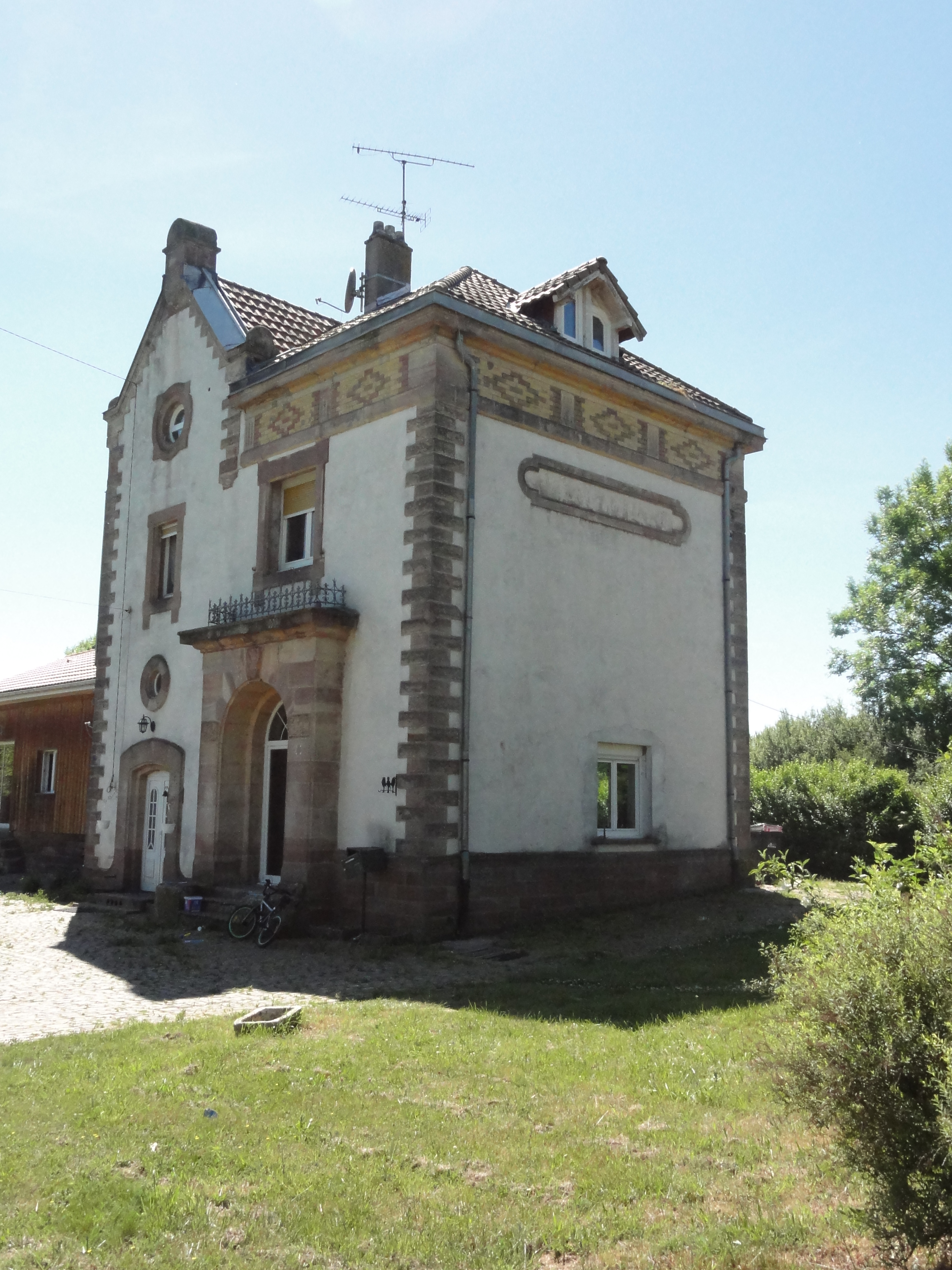
Ehemaliger Bahnhof

## Altdeutsche Literatur
- Georg Lang: Der Regierungs-Bezirk Lothringen. Statistisch-topographisches Handbuch, Verwaltungs-Schematismus und Adressbuch, Metz 1874, S. 181; books.google.com